# Nakhon Si Thammarat
Nakhon Si Thammarat (in thailandese นครศรีธรรมราช) è una città maggiore (thesaban nakhon) della Thailandia di 100 416 abitanti (2020).. Il territorio comunale occupa una parte del distretto di Mueang Nakhon Si Thammarat, che è capoluogo della Provincia di Nakhon Si Thammarat, nel gruppo regionale della Thailandia del Sud. In città hanno sede il governo provinciale e distrettuale.

## Geografia fisica

### Territorio
Si trova 780 km a sud di Bangkok, lungo la autostrada asiatica AH2. Era in origine affacciata sul golfo di Thailandia ed era uno dei maggiori porti sulla costa orientale dell'istmo di Kra, protetto dalla baia di Nakhon Si Thammarat. La sedimentazione di detriti portati dai numerosi corsi d'acqua della zona ha allontanato la città dalla costa, che si trova ora circa 10 km ad est del centro cittadino. Alcuni chilometri ad ovest del centro vi sono i primi contrafforti della catena dei monti di Nakhon Si Thammarat, che prosegue a sud con i monti Titiwangsa.

### Clima
La temperatura media mensile massima è di 34° e si ha in aprile maggio e giugno, durante la stagione secca, con picchi di 39°, mentre la media mensile minima è di 22° e si registra a febbraio, nella stagione fresca, con picchi di 18°. La media massima mensile delle precipitazioni piovose è di 451,6 mm in dicembre, nella stagione delle piogge, con un picco giornaliero di 384,5 mm in dicembre. La media minima mensile è di 68 mm in febbraio.

## Storia

### Regno di Tambralinga
La zona attorno a Nakhon Si Thammarat fu esposta a partire dal V secolo all'influenza della cultura indiana, come confermano gli oltre 90 siti archeologici che presentano manufatti brahminici, tra cui elaborati templi costruiti su alture. L'induismo si diffuse nella penisola malese a partire dal IV secolo, mentre il buddhismo Mahāyāna vi giunse nei secoli successivi. Secondo alcune fonti, Tambralinga fu fondata nel V secolo ed è citata nel Canone pāli del buddhismo theravada come uno degli antichi porti più ricchi dell'Estremo Oriente, nonché capitale dell'importante regno omonimo. Si presume che la capitale o una delle capitali possa essere stata Nakhon Si Thammarat, ma va considerata l'importanza che ebbero altri porti della zona come l'antica Satingpra, i cui resti si trovano sulla costa pochi chilometri a nord di Songkhla.
Situata ai confini tra la confederazione Dvaravati, poi assorbita dall'Impero Khmer, e l'Impero Srivijaya, i reperti archeologici trovati nella zona costiera tra Surat Thani e Songkhla sembrano confermare l'influenza culturale che queste civiltà ebbero in questa zona. Il porto di Chaiya, che fu sotto il controllo di Tambralinga, ebbe particolare importanza nell'antichità come grande centro di traffici commerciali lungo la via marittima della seta, nonché per essere stata una delle città più importanti della penisola malese ai tempi dell'Impero Srivijaya (VII secolo-XIII secolo). Per evitare la lunga e pericolosa circumnavigazione della penisola malese, le merci in viaggio via nave tra la Cina e l'Occidente venivano scaricate e trasportate via terra attraverso l'istmo di Kra e Chaiya era il porto orientale in cui attraccavano le navi dirette in Cina. Questi traffici avvenivano anche tra la zona dell'odierna Nakhon Si Thammarat e quella di Trang, sulla costa delle Andamane.
Il più antico riferimento a Tambralinga è quello dell'iscrizione sulla stele scolpita probabilmente a Chaiya, nota come stele di Ligor e datata 775 a.C., nella quale risulta evidente l'influenza degli Stati Malay di Srivijaya di Sumatra e della dinastia Sailendra di Giava, nei quali si professava il buddhismo Mahāyāna, che soppiantarono l'egemonia esercitata sulla penisola malese in tempi più remoti dal Regno di Funan, considerato il precursore dell'antica civiltà Khmer.
Secondo le cronache pali di fine millennio dell'Impero Khmer, il re Sujita di Tambralinga intervenne nella guerra tra i regni Mon Dvaravati di Lavo e Hariphunchai, cercando di estendere a nord i propri confini. Sembra assodato che Sujita avesse preso l'iniziativa autonomamente e che Tambralinga si fosse in precedenza resa indipendente da Srivijaya, come confermerebbe un'ambasciata inviata all'imperatore cinese Song Zhenzong nel 1001 e i traffici commerciali tra i due Paesi. Secondo lo storico George Coedès, Srivijaya riprese l'egemonia sulla penisola malese e nel 1025 dovette subire la devastante invasione da parte delle truppe della dinastia Tamil dei Chola. Oltre a perdere il controllo delle rotte marittime, Srivijaya perse anche il controllo di Tambralinga che passò ai Khmer di Suryavarman I, alleatosi ai Chola. L'invasione dei Chola è testimoniata dall'iscrizione del 1030 sulla stele di Tanjore, la capitale dei Chola, in cui sono elencati i porti attaccati dai Tamil, comprendenti Tambralinga.

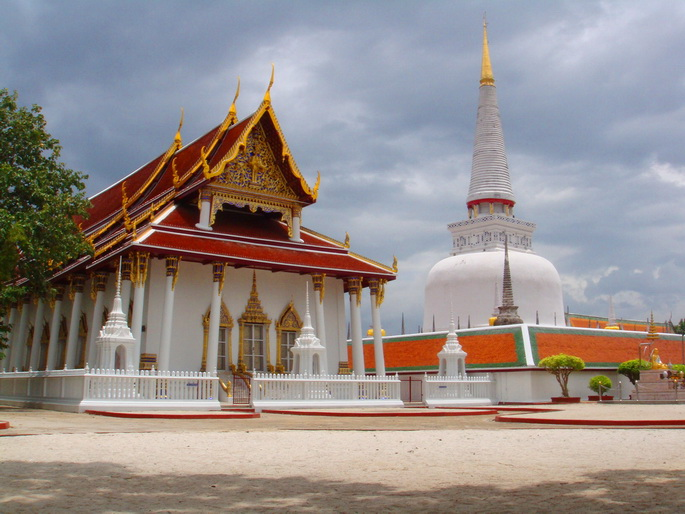
Il Wat Phra Mahathat Woramahawihan di Nakhon Si Thammarat nel 2010

Le scarse fonti relative al XII secolo sembrano indicare che in quel periodo i Khmer e Srivijaya si siano alternati nell'imporre la propria suzeraineté su Tambralinga, diventata nel frattempo un importante centro di studi e di diffusione del buddhismo. Viene menzionata in quattro diversi testi cinesi del XIII e XIV secolo, dal primo dei quali si ipotizza che si fosse nuovamente resa indipendente alla fine del XII secolo. Un'iscrizione del 1230 trovata a Nakhon Si Thammarat celebra re Candrabhanu di Tambralinga, che secondo fonti singalesi guidò il regno nel periodo del suo massimo splendore arrivando ad attaccare Sri Lanka nel 1247 con il pretesto di appropriarsi di sacre reliquie del Buddha. Rimase a lungo nell'isola e vi fondò una dinastia che ebbe fine nella prima metà del XIV secolo.
Questi resoconti attestano la potenza raggiunta da Tambralinga, unico regno del Sud-est asiatico ad aver mai messo in atto un'invasione di un Paese al di fuori della regione. Il suo ruolo primario è confermato anche dai reperti archeologici risalenti al XII e XIII secolo, di quantità e qualità superiori a quelle di analoghi reperti di altre zone della penisola, nonché da uno dei succitati testi cinesi che la descrive come uno degli Stati dominanti del Sud-est asiatico attorno al 1300, i cui territori occupavano l'intera penisola malese. Nel XIII secolo ebbe particolare diffusione nel Sud-est asiatico il buddhismo theravada, la conversione dal buddhismo mahayana a quello theravada dei regnanti di Tambralinga ebbe luogo probabilmente a inizio secolo, come dimostra l'invasione da parte di Candrabhanu in Sri Lanka, dove la fede theravada era praticata da diversi secoli. Da Sri Lanka Tambralinga importò la nuova forma di buddhismo theravada che soppiantò quella diffusa dai Mon di Dvaravati e si diffuse in tutto il Sud-est asiatico.

### Regno di Nakhon Si Thammarat
Soggetta agli attacchi di nemici e pirati, nei primi secoli della sua storia la città era stata spesso abbandonata e rifondata. In quegli anni un'epidemia la spopolò nuovamente, fu ricostruita dal re Sri Dhammasokaraja e ribattezzata Nakhon Si Thammarat, diventando quindi la capitale del regno omonimo. Il nuovo nome della capitale e del regno deriva dal termine pāli Nagara Sri Dhammaraja, letteralmente "città del dhammaraja", appellativo con cui fu conosciuto il sovrano buddhista Ashoka il Grande dell'antico Impero Maurya. La fondazione della nuova città, la storia di questo regno, leggende ad esse correlate e le condizioni di vita della sua popolazione sono riportate da diverse fonti locali come la Cronaca di Nakhon si Thammarat, che si occupa delle dinastie succedutesi, e la Cronaca del Grande Reliquiario di Nakhon Si Thammarat, che riporta anche la leggenda del dente di Buddha trovato nell'antichità nel sito dove fu fondata la città e la storia dell'importante tempio Wat Phra Mahathat, nel cui chedi la sacra reliquia è conservata.
Nella seconda metà del XIII secolo, il nuovo Stato cadde sotto l'influenza dell'emergente Regno di Sukhothai, che arrivò a sottomettere buona parte della penisola malese. Un altro testo cinese del 1351 conferma il declino di Tambralinga, messa sotto pressione a nord dai Siamesi e a sud dal Regno Melayu di Sumatra, che con l'aiuto dei Giavanesi aveva sopravanzato Srivijaya e si stava espandendo nella penisola malese. Nel 1365, i Giavanesi dell'emergente Regno Majapahit riconobbero la suzeraineté dei Siamesi sul Regno di Nakhon Si Thammarat. Nei decenni successivi la città divenne tributaria del Regno di Ayutthaya, il nuovo Stato siamese che sottomise Sukhothai. All'inizio del XV secolo fu fondato il Sultanato di Malacca, che nel giro di alcuni decenni diffuse il credo musulmano sunnita verso Giava e verso il nord della penisola malese. Tradizionalmente una delle più importanti città della fede theravada, Nakhon Si Thammarat divenne la roccaforte buddhista contro l'avanzata dell'Islam e l'espansione dei sultanati malesi. I suoi sovrani contribuirono a diffondere l'influenza di Ayutthaya nella penisola anche nei secoli successivi, ma furono solo occasionalmente in conflitto con i sultani malesi, ai quali spesso si legarono con una mirata politica dei matrimoni.
I Portoghesi conquistarono Malacca nel 1511 e stipularono con Ayutthaya un trattato che consentiva loro di commerciare lungo la penisola malese. Il nome Ligor con cui fu conosciuta Nakhon Si Thammarat le fu dato dai Portoghesi. L'interesse di Ayutthaya nell'espandere la propria influenza su Nakhon Si Thammarat aumentò di pari passo con il sensibile aumento della popolazione nella penisola malese a partire dal XVI secolo, che favorì grandi introiti con un maggiore sfruttamento delle aree agricole e del sottosuolo, in particolare con l'estrazione dello stagno. Nel 1629, in un momento di crisi dinastica, il re di Ayutthaya nominò governatore di Ligor Yamada Nagamasa, un giapponese che si era distinto a corte. Questi respinse l'attacco di Pattani nel 1630 ma morì avvelenato; il figlio prese il controllo della città e diede il via a una ribellione che fu soppressa da Ayutthaya con la forza. La grande tradizione di Nakhon Si Thammarat nel commercio marittimo aveva portato alla formazione in città di comunità cinesi che si ingrandirono sensibilmente nel XVI e XVII secolo e, come in tutto il Sud-est asiatico, si integrarono con la popolazione locale. Con la distruzione di Ayutthaya per mano dei birmani nel 1767, il governatore di Nakhon Si Thammarat dichiarò l'indipendenza e avanzò pretese sul vacante trono del Siam. Emerse però la figura di Taksin, che sconfisse altri signori della guerra, fu acclamato re del Siam e costrinse il governatore di Nakhon Si Thammarat a giurargli fedeltà. Gli attacchi birmani al Siam si ripeterono e nel sud durarono fino al 1819, lasciando la città quasi del tutto depopolata e con limitatissime risorse. La ricostruzione fu lenta ma efficace, e Nakhon Si Thammarat tornò ad essere il principale referente nella penisola malese del Siam, riorganizzatosi nella nuova capitale Bangkok.

### Annessione al Siam
Con la riforma che fece del Siam uno Stato centralizzato introdotta durante il regno di Rama V, Nakhon Si Thammarat fu definitivamente assorbita dal Siam e divenne il capoluogo dell'omonimo monthon, la nuova unità territoriale-amministrativa su cui la riforma fu imperniata. Al posto del locale re, le incombenze di governo furono affidate al governatore (phraya) nominato dal re del Siam. Il sistema di tributi con cui i regni vassalli erano legati a Bangkok fu sostituito con un normale regime di tassazione. Nel 1901 i sultanati del sud del Paese furono posti sotto la giurisdizione del monthon di Nakhon Si Thammarat. La rivoluzione siamese del 1932 impose alla dinastia Chakri la concessione della monarchia costituzionale, che vide il potere dei sovrani ridursi allo svolgimento di formalità amministrative e cerimoniali. Il sistema dei monthon fu smantellato ed entrarono in vigore le province; Nakhon Si Thammarat divenne capoluogo della provincia omonima, dalla quale furono scorporati i territori degli ex-sultanati.

## Monumenti e luoghi d'interesse

### Architetture religiose
- Wat Phra Mahathat Woramahawihan (วัดพระมหาธาตุวรมหาวิหาร) - Uno dei più importanti wat del Paese, secondo la Cronaca di Nakhon Si Thammarat il suo stupa Phra Borommathat Chedi (letteralmente: "grande stupa della nobile reliquia") fu fatto costruire all'inizio del XIII secolo dal re Sri Dhammasokaraja come simbolo della nuova religione di Tambralinga, il buddhismo theravada. Secondo un'antica leggenda, custodisce al suo interno un dente di Buddha. Dal 2012, il tempio è stato inserito dall'UNESCO tra le candidature alla lista dei patrimoni dell'umanità[6]
- Ho Phra Isuan (หอพระอิศวร) - tempio del brahmanesimo, al suo interno si trovano un linga dedicato al dio Shiva e diverse statue in bronzo, copie di quelle originali conservate al museo nazionale cittadino.[11]
- Ho Phra Narai (หอพระนารายณ์) - tempio del brahmanesimo situato di fronte all'Ho Phra Isuan, al cui interno vi è una statua in pietra del dio Nārāyaṇa, copia dell'originale risalente all'XI-XII secolo che si trova nel museo nazionale.[11]
- Chedi gigante (เจดีย์ยักษ์, Chedi yak) - il secondo chedi più alto della provincia, costruito attorno al XIII-XIV secolo nello stile di Sri Lanka.[11]

### Architetture civili
- Salone del Phra Phutthaishing (พระพุทธสิหิงค์) - Parte dell'ex palazzo del governatore, il salone ospita la sacra statua del Buddha che secondo la leggenda venne fatta su ordinazione del re di Sri Lanka nel 157 e fatta portare in Siam da re Ramkhamhaeng di Sukhothai.[11]

### Architetture militari
- Cinta muraria - Secondo una leggenda locale, le mura ed il fossato che le circondava vennero costruite quando fu rifondata la città nel XIII secolo. Erano a pianta rettangolare e si sviluppavano principalmente lungo l'asse nord-sud; misuravano 2250 metri per 460. Hanno subito diverse ristrutturazioni, di rilievo quella operata dai francesi ai tempi di re Narai nel Seicento. Il Dipartimento di Belle Arti ha rinnovato la porta e alcune parti delle mura settentrionali, che sono in discreto stato di conservazione, mentre degli altre tre lati esistono solo poche rovine.[3][27]

## Cultura

### Musei
- Museo nazionale di Nakhon Si Thammarat - Fondato nel 1971, contiene soprattutto reperti degli scavi iniziati nel 1964 in quattro province meridionali. Si trovano diversi oggetti preistorici, ceramiche provenienti dagli scambi commerciali nell'antichità con regni lontani e altri oggetti d'arte.

## Economia
La città è famosa per i suoi prodotti dell'artigianato, tra i quali spiccano quelli di incisione e oreficeria su niello, ottone, oro, argento ecc. Buona diffusione nel Paese hanno le marionette fabbricate in città per il tradizionale teatro Nang talung della Thailandia del Sud. Per i prodotti della cesteria locale viene utilizzata una fibra di una pianta locale rampicante chiamata Yan Liphao, il cui duro tronco garantisce una lunga durata.

## Infrastrutture e trasporti
I trasporti locali sono affidati ai songthaew e ai mototaxi. La stazione degli autobus si trova nella zona ovest della città e la collega con le principali città della regione. Gli autobus per Bangkok arrivano al terminal meridionale di Sai Tai Mai ed impiegano circa 10 ore. Altri trasporti su scala regionale sono effettuati con minivan. La stazione dei treni si trova nel centro cittadino ed è servita dalla linea meridionale della Ferrovia di Stato, che collega Bangkok con la Malesia. L'aeroporto di Nakhon Si Thammarat si trova 15 km a nord del centro ed è servito da alcune compagnie aeree nazionali con voli da e per l'aeroporto di Bangkok-Don Mueang.